# Mohammed Ufqir
El general Mohammed Ufqir (en árabe, محمد أوفقير, también transcrito Ufkir o Oufkir; Aïn Chaïr, Protectorado Francés de Marruecos,  1920 – Rabat, Marruecos, 1972) fue un militar marroquí que desempeñó importantes cargos políticos en los años de reinado de Mohammed V. Posteriormente se convirtió en el hombre de confianza de Hassan II. Durante un largo periodo de tiempo ejerció como ministro del Interior, hasta que el 16 de agosto de 1972 intentó dar un golpe de Estado en contra del propio Hassan II. La tentativa, conocida como Operación Buraq, fracasó y, a la noche siguiente, según fuentes oficiales, el general se suicidó de un tiro. Aunque existen otras versiones de la historia, como la de que fue acribillado en presencia de Hassan II durante el transcurso de una violenta explicación de los hechos, o la de que el propio monarca le disparó.
Mohamed Ufkir nació en 1920 en At Cheik, en los montes del Atlas, y sirvió en el ejército francés. Convertido en ayudante de campo del sultán Mohamed V, tras la Independencia fue encargado de reprimir la sublevación del Rif en 1958. En 1960 creó las Brigadas Especiales para combatir a la oposición política. En febrero de 1961, al subir al trono Hasán II fue nombrado director general de la Seguridad del Estado, cargo que desde el cual dirigió la acción policial previa a los juicios de Marraquech celebrados en octubre de 1963 y en los que fue condenado a muerte el fundador de la UNFP, Medhi Ben Barka, que se exilio más tarde en Francia. La sangrienta represión de las manifestaciones de Casablanca, en cuyas calles dejó centenares de cadáveres, le valió el nombramiento de ministro del Interior en junio de 1965. En octubre era asesinado en París Medhi Ben Burka. La justicia francesa acusó al general de haber planteado el asesinato y le condenó, en rebeldía a cadena perpetua. Pese a las protestas del presidente Charles de Gaulle, Ufkir fue confirmado en su puesto, desde el que dominó todos los resortes de la vida política marroquí, mientras el país era sometido a una dura represión durante el estado de excepción, en vigor hasta 1970. Tras el motín de Sjirat, en julio de 1971, fue encargado de la depuración y reorganización del ejército como nuevo ministro de Defensa. Desde este ministerio, según la versión oficial, habría preparado el asalto al poder para convertirse en regente del reino una vez muerto Hasán II.
La versión del suicidio del general la noche del 16 de agosto de 1972 ha sido puesta en tela de juicio por la mayoría de los comentaristas. El general habría necesitado al menos cuatro disparos demasiados para un militar de carrera que sabía cómo quitarse la vida con uno solo–, si hay que creer a quienes vieron su uniforme. Algunos comentaristas han aventurado otra versión: Ufkir sería inocente del complot y Hasán habría aprovechado la conjura de un grupo de militares contra la monarquía para acabar con su colaborador, que había llegado a ser demasiado poderoso y demostrado muy poca eficacia en Sjirat para evitar las sublevaciones en el ejército. Traidor o no, lo que parece cierto es que su muerte fue una ejecución sumaria y no un suicidio, como pretende el rey. También se dice que estuvo supuestamente involucrado en el secuestro y el asesinato de Mehdi Ben Barka en 1965.

## Biografía

### Carrera militar y política
Ufqir (cuyo apellido significa literalmente “empobrecido”) nació el 14 de mayo de 1920 en la aldea amazig de Ain Chaïr, situada en la región sureña de Tafilalet, en el Alto Atlas. En 1909 Lyautey nombró a su padre, Ahmed Ufqir, pachá de Bou-Denib, una localidad muy próxima a Argelia, aunque su nueva condición de cierto privilegio no les eximió de la pobreza. La familia contaba con tres hijos varones y un número indeterminado de hijas. Mohamed era el mediano de ellos y el favorito de su padre. Estudió en el colegio bereber de Azrú, un municipio cercano a la localidad Meknés, donde mejoró sus hasta entonces rudimentarios conocimientos de árabe. A los 19 años ingresó en la escuela militar Dar el-Beïda, situada en Meknés. Posteriormente, 20 meses más tarde, en 1941, en plena Segunda Guerra Mundial se alistó como subteniente en el 4.º Regimiento de Tiradores Marroquíes del Ejército Francés (4.º RTM). En 1943, después de una breve estancia militar en Argel, Ufqir desembarca en Italia para luchar contra el ejército de la Alemania Nazi. Sin embargo, en 1944 resultó gravemente herido en la batalla de Montecassino y fue trasladado a Cannes para recuperarse de las lesiones. Durante su convalecencia, el general Clark le concedió la Estrella de Plata y, además, ganó la Croix de Guerre por su buen trabajo en el frente. Al reponerse se presentó en 1947 como voluntario para formar parte de un batallón expedicionario del Ejército Francés con el fin de partir a la guerra de Indochina. El 1 de julio de 1949, con tan sólo 29 años, fue nombrado capitán y recibió la insignia de Oficial de la Legión de Honor.
Durante los años del Protectorado, el oficial siguió formando parte del ejército colonial. Sin embargo, después de la Independencia de Marruecos en 1956, se convirtió en ayudante de campo del sultán Mohammed V. Posteriormente, cuando Hassan II se convirtió en Jefe de Estado Mayor, Ufqir ascendió a comandante de la Policía y, el 19 de agosto de 1964, fue designado ministro del Interior. Fue en esta época cuando se convierte en la mano derecha del Rey y le ayuda a crear un cuerpo de Policía sólido y centralizado, caracterizado por su falta de consideración hacia los Derechos Humanos. El cuerpo llegó a establecer un centro de tortura en el palacio de El Mokri, en Fez.

#### Asunto Ben Barka
Diferentes informes y obras establecen que Ufqir estuvo involucrado en el Asunto Ben Barka y que incluso fue él quien llegó a tomar la iniciativa del supuesto secuestro del activista y dirigente de la Unión Nacional de Fuerzas Populares, un partido de izquierdas que ejercía de principal oposición al régimen de Hassan II. Los hechos presuntamente habrían tenido lugar el 29 de octubre de 1965, en París, donde se encontraba exiliado. Ben Barka fue detenido por dos individuos que se hicieron pasar por miembros del cuerpo de la Policía francesa. Según el testimonio del agente secreto francés Georges Figon en el semanario francés L’Express, el general llegó a París el día 30 de octubre y fue quien se encargó de ejecutar al opositor. El 10 de enero de 1966, Figon publicó en el mismo medio un relato con el título de “Yo he visto matar a Ben Barka”. El 20 de enero el juez Zollinger firmó una orden internacional para detener a Ufqir y a Ahmed Dlimi, jefe de los servicios secretos marroquíes. El 21 de febrero, el presidente francés Charles de Gaulle aprueba las acusaciones presentadas contra Dlimi y Ufqir. Sin embargo, el propio monarca marroquí salió en defensa de la inocencia de Ufqir, quien pese a las protestas del presidente De Gaulle fue confirmado en su puesto.

#### El golpe de Estado de Skhirat
El 10 de julio de 1971 Hassan II sufrió un intento de golpe de Estado en el Palacio de Skhirat -en un acontecimiento que posteriormente recibiría el nombre de Golpe de Skhirat- donde celebraba su cumpleaños con influyentes políticos y diplomáticos y en el que también se encontraba presente Ufqir. Se trataba de un grupo de cadetes rebeldes dirigidos por el general Medbouh quienes asaltaron el palacio y cargaron contra los invitados. La rebelión fue sofocada esa misma noche y se dice que, cuando el monarca vio a Ufqir entre los rehenes, le exclamó: “¡General Ufqir, en pie! Delego en ti todos mis poderes civiles y militares. ¡Hazte cargo de todo esto!”. Ufqir acudió a la ejecución de los condenados tres días más tarde del intento de golpe, donde vio, entre los sentenciados, al general Bugrin, su mejor amigo de la época de estudiante en Azrú. Antes de ser ejecutado, este último le gritó: “¡Ten cuidado Ufqir! ¡La próxima vez te tocará a ti, porque sé que tú piensas lo mismo que nosotros!”
Según algunas fuentes, Ufqir sabía que se iba a llevar a cabo un golpe de Estado y esperó hasta que se supo con certeza qué parte salió ganando. Después de lo sucedido, Hassan II le otorgó el cargo de ministro de Defensa, una designación que al propio Ufqir le resultó degradante, así como también le desagradó el hecho de que el monarca adoptara un tono conciliador con la oposición y decidiera efectuar cambios en la Constitución.

#### Segundo Golpe de Estado y fallecimiento
El 16 de agosto de 1972 Hassan II sufrió un segundo intento de golpe de Estado, denominado Operación Buraq. Esta vez recibió el ataque de seis F-5 marroquíes contra el avión en el que viajaba, un Boeing 727 que se dirigía de París a Rabat. Aun así, sobrevivió a la embestida, que tuvo lugar sobre Tetuán. Al día siguiente, según algunas fuentes, Ufqir se suicidó enfrente del general Mulay Hafid Alawi, tío del monarca, y del coronel Ahmed Dlimi, al no soportar la humillación que supuso el fracaso del Golpe. Aunque, según otras, no se quitó la vida, sino que recibió 5 disparos de bala en el hígado, el pecho, un brazo, la clavícula y la parte trasera de la cabeza, saliendo esta por su ojo derecho y rompiéndole las gafas.

## Vida personal
El 19 de junio de 1952 se casó con Fatima Chenna, una joven bereber de 15 años, hija de Abdelkader Chenna, un coronel del Ejército Francés. El 2 de abril de 1953 nació su primera hija, Malika Ufqir, adoptada por Mohammed V para hacerle compañía a su hija, Lalla Mina, la hermana pequeña de Hassan II. El general sentía una especial predilección por su primogénita. Dos años más tarde nació su segunda hija, Myriam Ufqir y en 1958 nació el tercero, Raouf Ufqir. Posteriormente le siguió el nacimiento de Mouna-Inan Ufqir.
El matrimonio de los Ufqir se caracterizaba por las continuas infidelidades del uno hacia el otro. Existían rumores de que la propia Fatima llegó a ser la amante de Hassan II. En 1963, nació la quinta hija del matrimonio, Soukaïna Ufqir. Meses después del nacimiento de Soukaïna, Ufqir repudió a Fatima Chenna y tomó como esposa a una joven con la que tuvo un hijo, aunque al poco tiempo fue repudiada y se volvió a casar con su primera esposa. Más tarde, nació su sexto hijo, Abdellatif Ufqir.
Después del golpe de Estado fallido de 1972, toda la familia del general Ufqir fue encerrada y aislada de la sociedad durante 20 años, teniendo el más pequeño de los hermanos 3 años de edad. Fatima, sus seis hijos y dos criadas fueron aprisionados secretamente en el desierto del Sáhara, posteriormente encerrados en la Kasbah de Glaoui, cerca de Marrakech y años más tarde fueron trasladados a las afueras de Casablanca, donde pasaron los últimos años hasta que lograron escapar de la reclusión a través de un túnel que la familia cavó para huir.